# Caja Rural-Seguros RGA/Saison 2024
Dieser Artikel listet die Mannschaft und die Siege des Radsportteams Caja Rural-Seguros RGA in der Saison 2024.

## Mannschaft
| Teamkader 2024                              | Teamkader 2024    | Teamkader 2024         | Teamkader 2024                        |
| Name                                        | Geburtsdatum      | Land                   | Vorheriges Team                       |
| ------------------------------------------- | ----------------- | ---------------------- | ------------------------------------- |
| Julen Arriola-Bengoa                        | 16. Februar 2001  | Spanien                | Caja Rural-Seguros RGA amateur (2021) |
| Orluis Aular                                | 5. November 1996  | Venezuela              | Matrix Powertag (2019)                |
| Daniel Babor                                | 22. Oktober 1999  | Tschechien             | Elkov-Kasper (2022)                   |
| Abel Balderstone                            | 7. Juli 2000      | Spanien                |                                       |
| Fernando Barceló                            | 6. Januar 1996    | Spanien                | Cofidis (2021)                        |
| Sebastian Berwick                           | 15. Dezember 1999 | Australien             | Israel-Premier Tech (2023)            |
| Tomáš Bárta                                 | 28. April 1999    | Tschechien             | ATT Investments (2022)                |
| Jefferson Cepeda                            | 3. März 1996      | Ecuador                | Team Ecuador (2018)                   |
| Josu Etxeberria                             | 9. September 2000 | Spanien                | Caja Rural-Seguros RGA amateur (2020) |
| Samuel Fernández                            | 1. Januar 2003    | Spanien                | Caja Rural-Alea (2023)                |
| David González López                        | 21. Februar 1996  | Spanien                |                                       |
| Jaume Guardeño                              | 20. Februar 2003  | Spanien                |                                       |
| Mulu Hailemichael                           | 12. Januar 1999   | Äthiopien              | Global 6 Cycling (2022)               |
| Calum Johnston                              | 11. Januar 1998   | Vereinigtes Königreich | Caja Rural-Seguros RGA amateur (2021) |
| Iúri Leitão                                 | 3. Juli 1998      | Portugal               | Tavfer-Measindot-Mortágua (2021)      |
| Joseba López                                | 5. März 2000      | Spanien                |                                       |
| Jokin Murguialday                           | 19. März 2000     | Spanien                |                                       |
| Joel Nicolau                                | 23. Dezember 1997 | Spanien                |                                       |
| Eduard Prades                               | 9. August 1987    | Spanien                | Delko (2021)                          |
| Michal Schlegel                             | 31. Mai 1995      | Tschechien             | Elkov-Kasper (2021)                   |
| Thomas Silva                                | 30. Dezember 2001 | Uruguay                |                                       |
| Gorka Sorarrain                             | 21. Mai 1996      | Spanien                | BAI-Sicasal-Petro de Luanda (2023)    |
| Alex Díaz (1. Aug.–31. Dez., Stagiaire)     | 28. Juli 2001     | Spanien                | Baqué Cycling Team (2023)             |
| Javier Ibañez (1. Aug.–31. Dez., Stagiaire) | 29. November 2001 | Spanien                | Caja Rural-Alea (2023)                |
|                                             |                   |                        |                                       |
| Quelle: ProCyclingStats                     |                   |                        |                                       |

## Siege
| Siege    | Siege                                                       | Siege        | Siege  | Siege                | Siege |
| Datum    | Rennen                                                      | Staat        | Klasse | Sieger               |       |
| -------- | ----------------------------------------------------------- | ------------ | ------ | -------------------- | ----- |
| 17. Mär. | Classica da Arrábida                                        | Portugal     | 1.2    | Joseba López         |       |
| 20. Mär. | Volta ao Alentejo, 1. Etappe                                | Portugal     | 2.2    | Thomas Silva         |       |
| 22. Mär. | Volta ao Alentejo, 3. Etappe                                | Portugal     | 2.2    | Daniel Babor         |       |
| 23. Mär. | Volta ao Alentejo, 4. Etappe                                | Portugal     | 2.2    | Eduard Prades        |       |
| 24. Mär. | Volta ao Alentejo, 5. Etappe                                | Portugal     | 2.2    | Iúri Leitão          |       |
| 24. Mär. | Volta ao Alentejo, Gesamtwertung                            | Portugal     | 2.2    | Eduard Prades        |       |
| 4. Mai   | GP Beiras e Serra da Estrela, 2. Etappe                     | Portugal     | 2.2    | Iúri Leitão          |       |
| 15. Mai  | Griechenland-Rundfahrt, Prolog                              | Griechenland | 2.1    | Iúri Leitão          |       |
| 21. Jun. | Venezolanische Meisterschaften, Einzelzeitfahren der Männer | Venezuela    | CN     | Orluis Aular         |       |
| 12. Jul. | Grande Prémio Internacional de Torres Vedras, 1. Etappe     | Portugal     | 2.2    | David González López |       |
| 13. Jul. | Grande Prémio Internacional de Torres Vedras, 2. Etappe     | Portugal     | 2.2    | Orluis Aular         |       |
| 14. Jul. | Grande Prémio Internacional de Torres Vedras, Gesamtwertung | Portugal     | 2.2    | Orluis Aular         |       |
| 14. Jul. | Tour of Qinghai Lake, Gesamtwertung                         | China        | 2.Pro  | Jefferson Cepeda     |       |
| 15. Jul. | Clásica Terres de l'Ebre                                    | Spanien      | 1.2    | Abel Balderstone     |       |
| 13. Aug. | Tour du Limousin, 1. Etappe                                 | Frankreich   | 2.1    | Orluis Aular         |       |
| 15. Aug. | Tour du Limousin, 3. Etappe                                 | Frankreich   | 2.1    | Jefferson Cepeda     |       |
| 15. Sep. | Trofeo Matteotti                                            | Italien      | 1.1    | Orluis Aular         |       |

## UCI-Ranglistenplatzierungen
| UCI-Ranking | UCI-Ranking          | UCI-Ranking            | UCI-Ranking |
| Fahrer      | Fahrer               | Land                   | Punkte      |
| ----------- | -------------------- | ---------------------- | ----------- |
| 109.        | Orluis Aular         | Venezuela              | 872 P.      |
| 124.        | Jefferson Cepeda     | Ecuador                | 770 P.      |
| 150.        | Thomas Silva         | Uruguay                | 665 P.      |
| 255.        | Eduard Prades        | Spanien                | 351 P.      |
| 371.        | Fernando Barceló     | Spanien                | 233 P.      |
| 411.        | Joel Nicolau         | Spanien                | 209 P.      |
| 654.        | Gorka Sorarrain      | Spanien                | 107 P.      |
| 806.        | Jaume Guardeño       | Spanien                | 78 P.       |
| 808.        | Jokin Murguialday    | Spanien                | 78 P.       |
| 865.        | Daniel Babor         | Tschechien             | 71 P.       |
| 990.        | Iúri Leitão          | Portugal               | 59 P.       |
| 1076.       | Joseba López         | Spanien                | 52 P.       |
| 1169.       | Abel Balderstone     | Spanien                | 46 P.       |
| 1649.       | Tomáš Bárta          | Tschechien             | 23 P.       |
| 1743.       | Sebastian Berwick    | Australien             | 20 P.       |
| 2128.       | Mulu Hailemichael    | Äthiopien              | 11 P.       |
| 2134.       | Julen Arriola-Bengoa | Spanien                | 11 P.       |
| 2341.       | Calum Johnston       | Vereinigtes Königreich | 8 P.        |
| 2793.       | Samuel Fernández     | Spanien                | 3 P.        |
| 3328.       | Michal Schlegel      | Tschechien             | 1 P.        |